# Hemulídeos
Hemulídeos (Haemulidae) é uma família de peixes perciformes da subordem Percoidei, superfamília Percoidea. O grupo surgiu no Eocénico e inclui os peixes vulgarmente chamados roncadores.
A família Haemulidae está presente em todos os ambientes aquáticos, sendo a maioria das espécies de água salgada. Os roncadores têm uma barbatana dorsal contínua, com 9 a 14 espinhos e 11 a 26 raios. A boca é terminal e está rodeada por lábios grossos. Os adultos da maioria das espécies são predadores noctívagos que se alimentam de invertebrados bentónicos.
O grupo é representado por cerca de 150 espécies classificadas em cerca de 22 géneros.

## Géneros
- Anisotremus
- Boridia
- Brachydeuterus
- Conodon
- Diagramma
- Genyatremus
- Haemulon
- Haemulopsis
- Hapalogenys
- Isacia
- Lythrulon
- Microlepidotus
- Orthopristis
- Orthostoechus
- Parakuhlia
- Parapristipoma
- Plectorhinchus
- Pomadasys
- Rhonciscus
- Xenichthys
- Xenistius
- Xenocys